# Lista de luso-americanos
Esta é uma lista de notáveis luso-americanos, incluindo tanto os imigrantes originais que obtiveram a cidadania americana como os seus descendentes americanos.

## Arte e arquitetura
- João de Brito (nascido em 1958), pintor, escultor, artista.
- Nathan Oliveira (19 de dezembro de 1928 - 13 de novembro de 2010), pintor, gravador e escultor americano, nascido em Oakland, Califórnia, filho de portugueses.
- William Pereira (1909–1985), arquiteto, Cabo Canaveral, CBS Television City & Transamerica Pyramid em São Francisco.[1]
- Mel Ramos (24 de julho de 1935 - 14 de outubro de 2018), pintor figurativo norte-americano, cuja obra incorpora elementos da arte abstrata e realista.

## Negócios
- Buddy DeSylva (1895–1950), compositor americano, produtor de cinema e cofundador da Capitol Records.[2]
- Helder Antunes, executivo luso-americano, cientista da computação, ex-piloto de corridas, fundador e primeiro presidente do Consórcio OpenFog.
- Izzy Gomez, imigrante portuguesa, chef e dono de restaurante do bairro de North Beach em São Francisco, Califórnia, EUA. Em 1943, ele foi reconhecido pela LIFE Magazine como um dos personagens mais pitorescos de São Francisco.
- Teresa Heinz Kerry (nascida em 1938), filantropa, herdeira da H.J. Heinz Company, viúva de Henry John Heinz III e esposa de John Kerry.[a][3]

## Culinária
- Emeril Lagasse é um famoso chef luso-americano, personalidade da televisão e autor de livros de receitas.
- David Leite é o editor luso-americano do sítio duas vezes vencedor do prêmio James Beard, Leite's Culinaria. Ele escreveu para o The New York Times, Martha Stewart Living, Bon Appétit, Saveur, Food & Wine, Gourmet, Food Arts, Men's Health, The Los Angeles Times Magazine, Chicago Sun Times, The Washington Post e outras publicações nos Estados Unidos Estados e no exterior.
- George Mendes é o chef executivo luso-americano do Aldea, um restaurante com estrela Michelin em Nova Iorque.

## Literatura
- Millicent Borges Accardi, poeta luso-americano. Ela recebeu bolsas literárias do National Endowment for the Arts (NEA), do California Arts Council, da Barbara Deming Foundation
- Allison Adelle Hedge Coke, poetisa e escritora luso-americana (família Enos). Ela é uma distinta professora de redação criativa na University of California Riverside e recebeu várias bolsas literárias, incluindo a Biblioteca do Congresso (Witter Banner).
- Larry Correia, romancista de fantasia luso-americano, conhecido pelas séries Monster Hunter e Grimnoir Chronicles.
- Nancy Vieira Couto, poetisa luso-americana consagrada, nascida em 1942. Ela mora em Ithaca, Nova Iorque.
- Charles Reis Felix (nascido em 1923), escritor.[3]
- Frank X. Gaspar
- Brian Haberlin, escritor e desenhista de quadrinhos. Co-criador da franquia Witchblade e ex-editor-chefe da Spawn, de herança portuguesa (Madeira, Portugal) e indígena havaiana no lado materno da família e de português açoriano no lado Haberlin da família de seu avô.
- Sarah Hoyt (nome de solteira Sarah Marques d'Almeida), romancista de ficção científica, fantasia e ficção histórica.
- Emma Lazarus, poetisa judia luso-americana nascida em Nova Iorque. Ela é mais conhecida por "The New Colossus", um soneto escrito em 1883; suas linhas aparecem em uma placa de bronze no pedestal da Estátua da Liberdade colocada em 1903.
- David Leite, memorialista luso-americano, escritor de culinária, autor de livros de receitas, editor do site Leite's Culinaria, duas vezes vencedor do prêmio James Beard, e empresário.
- George Leite, escritor californiano, poeta, editor e dono de uma livraria descendente de portugueses ativo na área da Baía de São Francisco nas décadas de 1940 e 1950.
- Judah Monis (1683–1764), o primeiro professor universitário de hebraico da América do Norte.[4]
- Mordecai Manuel Noah (1785–1851), dramaturgo, diplomata, jornalista e utópico.[5]
- John Dos Passos (1896–1970), romancista, jornalista, dramaturgo e artista luso-americano.[6]
- Sam Pereira (nascido em 1949), poeta americano.[7]
- Stephen Rebello, escritor, roteirista e ex-terapeuta clínico americano. Nascida de pais de descendência luso-americana e franco-americana americana de terceira geração em Fall River, Massachusetts, Rebello foi criada em Somerset, Massachusetts.
- Daniel Silva (nascido em 1960), autor americano que escreve romances de suspense/espionagem.[3]
- Danielle Steel (nascida em 1947), escritora.[b][8]
- Katherine Vaz
- Richard Zimler, autor de best-sellers que ganhou uma bolsa de estudos em ficção do National Endowment of the Arts em 1994 e o Prêmio Heródoto de 1998. Ele foi publicado em muitos países e traduzido para mais de vinte idiomas. Zimler vive no Porto, Portugal, e foi Professor de Jornalismo na Universidade do Porto e na Faculdade de Jornalismo durante dezesseis anos. É cidadão português naturalizado desde 2002.

## Fotografia
- Vasco Nunes (1974–2016), natural de Lisboa, diretor de fotografia, produtor e diretor. Produziu dois Grand Jury Prizes no Festival Sundance de Cinema, tem vários filmes na coleção permanente do Museu de Arte Moderna de Nova Iorque, e muitos projetos de cinema, TV e música concluídos.[9]
- Pete Souza (nascido em 1954), fotojornalista americano e fotógrafo-chefe da Casa Branca do presidente Barack Obama. Pete Souza é descendente de portugueses.

## Militar
- Uriah P. Levy (1792–1862), o primeiro comodoro judeu da Marinha dos Estados Unidos,[10] conhecido por sua compra e restauração da propriedade de Thomas Jefferson, Monticello.[11]
- Sgt. Leroy A. Mendonca — de Pauoa, Havaí, foi um soldado filipino e luso-americano do Exército dos Estados Unidos; morreu na Guerra da Coreia aos dezenove anos, tornando-se o soldado mais jovem a receber a Medalha de Honra (postumamente) nos Estados Unidos em 4 de julho de 1951.[12]
- Jerry Vasconcells — ás do voo da Primeira Guerra Mundial.